# 徐秉锟
徐秉锟（1923年—1991年），男，福建古田人，中国寄生虫学家，曾任中山医科大学教授、博士生导师。